# Louis Favre (écrivain)
Pour les articles homonymes, voir Louis Favre et Favre.
Louis Favre, né le 17 mars 1822 à Boudry et mort le 13 septembre 1904 à Neuchâtel, est un professeur, naturaliste, historien, écrivain, archéologue et dessinateur suisse. Il est membre de la Société neuchâteloise des sciences naturelles, directeur du Gymnase de Neuchâtel et l’un des fondateurs du Musée d'histoire naturelle Neuchâtelois. Il illustre certaines œuvres de son professeur et ami Louis Agassiz.

## Biographie

### Les études
Louis Favre commence ses classes à l'école de Boudry jusqu'à la fin de 1835. Il a un des meilleurs maîtres du canton : Auguste Jacot, formé aux Ponts et Chaussées par le pasteur Andrié. Mais Favre doit y interrompre ses études à cause d'une mauvaise luxation du bras. À l'automne 1836 il prend pension chez sa sœur Augustine, qui a épousé Henri Ladame en 1835, et entre au collège de Neuchâtel dont les sept classes sont installées dans le bâtiment du Gymnase récemment construit. Là, son premier professeur est Charles Prince : « il m'a révélé le beau dans les lettres et dans la nature, et je lui en garde une profonde reconnaissance ». Favre se décrit alors comme un jeune enfant paysan rustique de quatorze ans sachant mieux manier la fourche que les mots - surtout le français, puisque jusque là il a parlé patois. Avec Prince il lit Corneille, Racine, Molière, Voltaire et Boileau, tâte de la rhétorique et de la poésie. Le français Joannis enseigne agréablement les bases d'algèbre et de géométrie. Les superstitions de campagne sont balayées par les cours de chimie et de physique d'Henri Ladame. Et le naturaliste Louis Agassiz (dont il publie la biographie en 1881) sait communiquer sa joyeuse ardeur et son désir de connaître les mystères de la nature. Son beau-frère, qui l'héberge de même qu'il héberge aussi Henri-Louis Otz (de Cortaillod) et James Ladame, instaure un strict régime d'études. Et pour le jeune Favre, ces années de collège sont comme « un lever de rideau sur le monde éblouissant de la science, des lettres, des trésors accumulés par ceux qui nous ont précédés sur la terre depuis tant et tant de siècles ». Il suit le cursus scolaire, qui se compose d'une première année donnant accès aux Auditoires : deux ans de rhétorique puis deux ans de philosophie. Ses distractions sont en 1838 et 1839 les sages et studieuses réunions, dans la salle du gymnase attribuée à la classe de philosophie, de la société d'étudiants de Zofingue fondée en 1823, ancêtre de la Société des Belles-Lettres. En 1839, avec Georges Berthoud, Henri-Louis Otz, Maximilien de Meuron et Jules Lerch, il crée la Société de Belles-Lettres : il y demeure attaché toute sa vie. Il assiste aux conférences d'Arnold Guyot, de DuBois de Montperreux qui revient du Caucase…

### Maître au Locle et à la Chaux-de-Fonds
À la rentrée de 1839, il entame la première année de philosophie. Mais des revers de fortune l'obligent à interrompre ses études. En 1840, il a 18 ans le 17 mars et à la fin de ce même mois il part pour le collège du Locle où l'attend la place de maître de la classe supérieure, avec à la clé 42 heures de cours à donner par semaine en journée et le soir. Par chance, son supérieur est le pasteur Andrié et Favre loge chez lui : les conversations sont gratifiantes - pour le peu de temps qu'il a à leur consacrer. De plus, la classe du soir est stimulante : les étudiants ont son âge, ils travaillent - dur - et ceux qui fréquentent l'école y viennent pour trouver de l'aide dans leurs projets : des horlogers (Neuchâtel et les abords sont réputés pour cette industrie) fabriquent des chronomètres de précision qu'ils règlent eux-mêmes sur les étoiles ; d'autres se lancent dans de longs voyages pour ouvrir de nouveaux débouchés à leurs commerces. Au Locle il fait la connaissance du futur peintre Fritz Zuberbühler et, avec lui, met en pratique l'enseignement du collège et s'essaie à dessiner d'après nature. Il développe un habile talent de dessinateur dont il fait souvent usage dans ses publications ultérieures.
Mais sa charge de travail commence à peser sur sa santé qui se dégrade quelque peu, notamment sa vision. En 1742, deux ans après son arrivée au Locle, il devient maître principal de la classe supérieure à La Chaux-de-Fonds. Il a toujours une classe de jour et une classe du soir, mais l'enseignement est partagé entre plusieurs maîtres et la charge de travail est moindre. Il se lie d'amitié avec Célestin Nicolet, ancien interne des hôpitaux de Paris, pharmacien de profession et passionné par nombreux centres d'intérêt : botanique, zoologie, chimie, minéralogie, histoire. Ce collectionneur est aussi actif dans toutes les questions locales et dans le développement de l'industrie.

### La Société des sciences naturelles de la Chaux-de-Fonds
Sous l'impulsion de Nicolet, la Société des sciences naturelles de la Chaux-de-Fonds est créée en 1843 ; elle est aussitôt adoptée comme section par celle de Neuchâtel (cette dernière créée en 1832 principalement à l'initiative de Louis Coulon et Louis Agassiz). Dès le début, Favre est secrétaire de la Société de la Chaux-de-Fonds ; d'où il établit des relations étroites avec la Société de Neuchâtel et se rapproche de ses anciens professeurs qui deviennent ainsi des amis et protecteurs. Les nombreux sujets abordés incluent entre autres la croisade pour remplacer la dorure au mercure, extrêmement toxique, par les nouveaux procédés de dorure à l'électricité ,. 

La Société des sciences naturelles de la Chaux-de-Fonds ne dure dure que cinq ans : elle s'éteint lors de la révolution de 1848. Mais en hommage à ses efforts, la Société helvétique des sciences naturelles se réunit à la Chaux-de-Fonds en 1855 ; et l'année suivante, la Société de Neuchâtel vient à la Chaux-de-Fonds assister aux expériences du professeur Sire avec le pendule de Foucault suspendu du haut du clocher de l'église par un fil de 30 m (une réitération des mêmes expériences réalisées sous la coupole du Panthéon de Paris).

### Le musée d'histoire naturelle de Neuchâtel
Il prend part à la fondation du musée d'histoire naturelle de Neuchâtel et travaille à son développement. Assistant de Nicolet, il collectionne insectes et papillons et empaille des oiseaux. De là datent aussi ses premiers travaux sur les champignons, qu'il commence à rechercher avec ardeur.

### Mariage, famille
En 1848, il épouse Marie Jacot-Guillarmod, artiste peintre de talent qui contribue ensuite, avec son mari, à l'illustration d'ouvrages de sciences naturelles. En 1849, la famille est de retour à Neuchâtel. En 1858, naissance de leur unique enfant, Paul. Marie meurt en 1871 tandis que Paul est âgé de 13 ans.

### Le Gymnase cantonal
De 1873 à 1890, Louis Favre est le directeur du Gymnase cantonal. Auteur de plusieurs romans, encyclopédiste éclectique, tour à tour pédagogue, mécanicien, littérateur, historien, naturaliste, dessinateur, et critique d'art, il laisse une œuvre importante et une correspondance riche qui sont conservées à la bibliothèque publique et universitaire de Neuchâtel. Une courte maladie l'emporte le 13 septembre 1904. Il est enterré à Neuchâtel au cimetière du Mail, aujourd'hui transformé en jardin public ; son monument funéraire n'a pas été conservé.

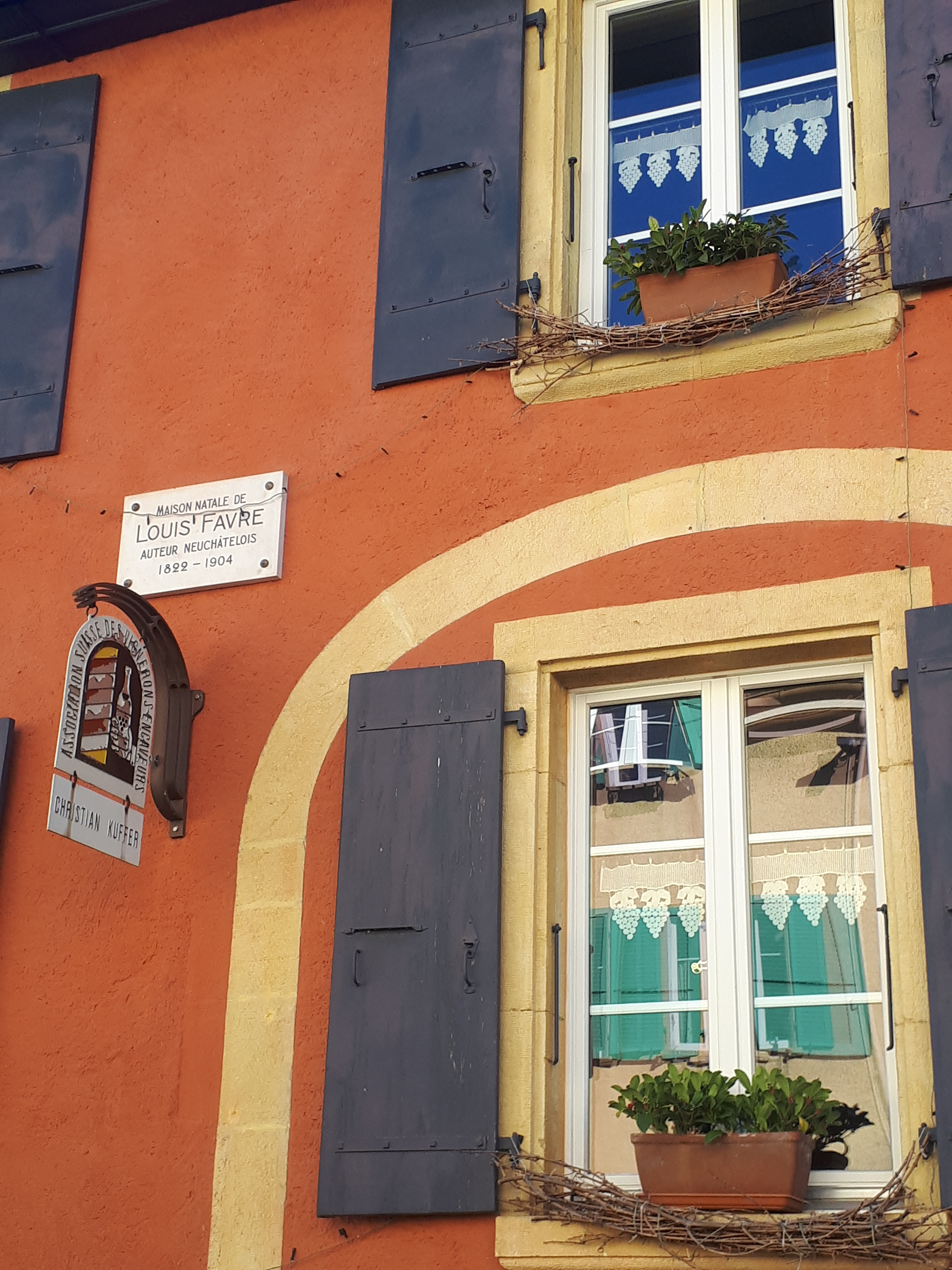
Plaque commémorative Louis Favre (1822-1904), rue Louis Favre à Boudry

## Œuvres
- [1861] Les champignons comestibles du canton de Neuchatel et les espèces vénéneuses avec lesquelles ils pourraient être confondus, impr. C. Leidecker, 1861, 47 p., sur gallica (lire en ligne).
- [Hirsch, Buren & Favre 1868] Adolphe Hirsch, Henri de Buren et Louis Favre, Rapports des délégués neuchâtelois à l'Exposition universelle de 1867, à Paris, présentés au Conseil d'État de la République et canton de Neuchâtel, La Chaux-de-Fonds, Impr. du National suisse, 1868, 136 p. (OCLC 717230704).
- [1870] Nouvelles Jurassiennes, libr. S. Delachaux, 1870.
- [1876] Le pinson des colombettes et  Le chat sauvage du Gor de Brayes, ed. Sandoz et Fishbacher, 1876.
- [1881] « Louis Agassiz son activité à Neuchâtel comme naturaliste et comme professeur de 1832 à 1846 » (année 1880-1881 - séance du 2 juin 1881), Bulletin de la Société des Sciences Naturelles de Neuchâtel, t. 12,‎ 1881, p. 355-372 (lire en ligne [sur e-periodica.ch], consulté en avril 2022).
- [1886] Récits neuchâtelois, éd. A. Imer. / F. Payot, 1886.
- [Favre & Guillaume 1867] Louis Favre et Louis Guillaume (ill. Louis-Alphonse de Mandrot, carte), Guide du voyageur dans le canton de Neuchâtel, Chaumont et le long du lac, accompagné de l'indication de quelques courses dans le canton de Neuchâtel (Description d'itinéraires, et renseignements d'ordre historique, géologique, économique, etc. Montagnes neuchâteloises : p. 165-183), Neuchâtel, impr. G. Guillaume, 1867 (réimpr. 1891, 5 éditions publiées en français entre 1871 et 1891), 183 p. (OCLC 715975823, présentation en ligne).
- [1894] Traité de diction : à l'usage des écoles, des gens du monde, des étrangers, des professeurs, des avocats, des orateurs, des comédiens : et en général de tous ceux qui disent, déclament, lisent ou parlent en public (2 vol. (343 p. et 304 p.)), Paris, libr. Ch. Delagrave, 1894 (OCLC 496288617).

## Hommages
Boudry et Neuchâtel, toutes deux communes du canton de Neuchâtel, ont une rue qui porte son nom.